# Jayne Torvillová
Jayne Torvillová (* 7. října 1957, Nottingham) je bývalá britská krasobruslařka. S Christopherem Deanem vytvořila pár, který zásadně ovlivnil vývoj disciplíny tanců na ledě. Získali olympijské zlato v roce 1984.
Pár se dal dohromady v roce 1975, na olympiádě 1980 skončil na pátém místě. Jejich trenérkou byla Betty Callawayová. V následujícím meziolympijském období vyhráli Torvillová s Deanem třikrát mistrovství Evropy a čtyřikrát mistrovství světa. Na olympiádě v Sarajevu v roce 1984 vyhráli díky svému volnému tanci na Bolero Maurice Ravela, za který dostali jako jediní v dějinách krasobruslení od všech devíti rozhodčích nejvyšší známku 6,0 za umělecký dojem. Po olympiádě přestoupili k profesionálům, v roce 1993 oznámili návrat k závodění, vyhráli mistrovství Evropy 1994 a skončili třetí na lillehammerské olympiádě.
Jsou držiteli Řádu Britského impéria a členy krasobruslařské Síně slávy.